# Ергард Раус
Ергард Раус (нім. Erhard Raus; нар. 8 січня 1889, Вольфраміц, Богемія — пом. 3 квітня 1956, Відень) — австрійський та німецький воєначальник часів Третього Рейху, генерал-полковник (1944) Вермахту. Кавалер Лицарського хреста Залізного хреста з Дубовим листям (1943).

## Біографія
Народився 8 січня 1889 року в моравському місті Вольфраміц. Закінчив кадетську школу і вступив на службу в австро-угорську армію 18 серпня 1909 року. Під час Першої світової війни служив в самокатную піхоті, відзначений численними нагородами. Надалі в 1918 році командував 1-м батальйоном самокатную піхоти. Після закінчення війни та розпаду Австро-Угорської імперії служив в австрійській армії. 1936 року отримав чин полковника. На службі в австрійській армії переважно займав штабні посади.
Після аншлюсу Австрії в 1938 році вступив у Вермахт, де продовжив службу на штабних посадах. Був призначений начальником штабу XVII корпусу за кілька місяців до початку війни, не взяв участі в кампаніях початкового періоду війни проти Польщі та західних країн в 1939—1940 рр. У червні 1940 року прийняв командування 4-м піхотним полком, потім став командиром 6-ї моторизованої піхотної бригади 6-ї танкової дивізії. Аж до вторгнення Німеччини в СРСР разом зі своїм підрозділом не взяв участі в жодній битві.
З червня 1941 року воював на східному фронті. До 20 серпня разом з довіреними йому силами пройшов через Литву, Латвію, Естонію, взяв участь в боях за плацдарм на річці Луга, а також в декількох незначних битвах. За захоплення та утримання позицій на річці Луга нагороджений Лицарським хрестом 11 жовтня 1941 року.
З 7 вересня 1941 року — при виклику генерал-майора Ф. Ландграфа в Німеччину, тимчасово виконував обов'язки командира 6-ї танкової дивізії. Дивізія ввійшла до групи армій «Центр» для участі в операції «Тайфун». У зв'язку з відставкою через хворобу з поста командира дивізії Ф. Ландграфа в листопаді 1941 року, був призначений командиром 6-ї танкової дивізії. Після початку контрнаступу радянських військ під Москвою зумів зберегти дивізію під час відступу німецьких військ.
У листопаді дивізія Рауса разом з іншими частинами XLVIII танкового корпусу взяла участь в Котельниковський операції. Після поразки німецьких військ під Сталінградом прийняв командування над знову сформованим XI армійським корпусом на південній ділянці фронту, підвищений до звання генерала танкових військ. Взяв участь в битві за Харків і Курській битві, командуючи XLVII танковим корпусом.
З 10 грудня 1943 року — командувач 4-ї танкової армії. Протягом 1944 командував 1-ю, потім — 3-ю танковими арміями. 1945 року в зв'язку з розгромом його армії замінений генералом фон Мантойфелем. У 1945—1946 рр. — військовополонений. Помер 3 квітня 1956 року в Відні.

## Нагороди
Військова кар'єра
- 18 серпня 1909 — фенріх
- 1 вересня 1912 — лейтенант
- 1 січня 1915 — обер-лейтенант
- 1 лютого 1918 — гауптман
- майор
- оберст-лейтенант
- 1936 — оберст
- 1 вересня 1941 — генерал-майор
- 1 січня 1943 — генерал-лейтенант
- 1 травня 1943 — генерал танкових військ
- 15 серпня 1944 — генерал-полковник

- Медаль «За військові заслуги» (Австро-Угорщина) з мечами
  - Бронзова (6 лютого 1915)
  - Срібна (2 липня 1917)
- Хрест «За військові заслуги» (Австро-Угорщина) 3-го класу з військовим відзнакою і мечами (5 жовтня 1915)
- Військовий Хрест Карла (15 березня 1917)
- Орден Залізної Корони 3-го класу з військовою відзнакою і мечами (16 березня 1918)
- Пам'ятна військова медаль (Угорщина) (9 березня 1931)
- Пам'ятна військова медаль (Австрія) з мечами (15 травня 1933)
- Великий срібний почесний знак «За заслуги перед Австрійською Республікою» (21 квітня 1934)
- Хрест «За вислугу років» (Австрія) 2-го класу (25 років) (8 жовтня 1934)
- Почесний хрест ветерана війни з мечами
- Медаль «У пам'ять 1 жовтня 1938» із застібкою «Празький град»
- Медаль «За вислугу років у Вермахті» 4-го, 3-го, 2-го і 1-го класу (25 років) (1 грудня 1939) — отримав 4 медалі одночасно.
- Хрест Воєнних заслуг 2-го класу з мечами (20 листопада 1940)
- Залізний хрест 2-го класу (29 червня 1941)
- Залізний хрест 1-го класу (6 липня 1941)
- Нагрудний знак «За танкову атаку» (1 вересня 1941)
- Лицарський хрест Залізного хреста з дубовим листям
  - Лицарський хрест (11 жовтня 1941)
  - Дубове листя (№ 280; 22 серпня 1943)
- Медаль «За зимову кампанію на Сході 1941/42» (1 серпня 1942)
- Німецький хрест у золоті (14 лютого 1943)